# Заднепровский, Михаил Александрович
Михаил Александрович Заднепро́вский (укр. Михайло Олександрович Задніпровський; 9 января 1924 — 9 июня 1980) — украинский советский актёр театра и кино.

## Биография
Родился 9 января 1924 года в селе Каменка (ныне Черкасская область, Украина) в семье представителей сельской интеллигенции (отец был главным бухгалтером). В 1941 году семнадцатилетний выпускник школы ушёл на фронт добровольцем. Был трижды ранен. Окончил войну в Праге. В 1945—1946 годах служил в АПП ЗакВО.
Демобилизовавшись, приехал в Киев. В 1946—1950 учился в КГИТИ. Ещё студентом в 1950 году женился на однокурснице актрисе Ю. С. Ткаченко, с которой прожил всю жизнь.
В 1950 принят в труппу КУАДТ имени И. Я. Франко. У Заднепровского не было определённого амплуа. Его естественная манера игры, вживания в образ делала актёра органичным и в героических, и в лирических, и в комедийных ролях.
Среди достижений Заднепровского в театре исполнение роли М. Н. Тухачевского в спектакле «Когда мёртвые оживают» И. Д. Рачады. Актёр создал удивительно интересный, цельный и убедительный образ знаменитого военачальника. Однажды Заднепровский получил приглашение на Крещатик — на парад в честь очередной октябрьской годовщины. Чтобы попасть в свой сектор, он должен был пройти мимо трибуны военного руководства. И тут произошло удивительное. Увидев артиста, группа генералов, беседовавших на тротуаре, дружно взяла под козырёк. «Здравия желаем, товарищ маршал!» — совершенно спонтанно, не сговариваясь, произнесло несколько голосов, привыкших отдавать приказания...
На фронте у Михаила Александровича были прострелены ноги и в венах образовались тромбы. Он очень страдал от боли. На сцене порхал, а после спектакля погружал ноги в холодную ванну и сидел часами. Врачи предложили ампутацию ног, но он отказался. Тогда ему имплантировали искусственные вены. Но те не прижились и пошло заражение крови.
Умер 9 июня 1980 года на 57-м году жизни. Похоронен в Киеве на Байковом кладбище.

## Награды и премии
- Государственная премия УССР имени Т. Г. Шевченко (1971) — за исполнение роли Максима Максимовича в спектакле «Память сердца» А. Е. Корнейчука
- народный артист УССР (1969)
- медаль «За отвагу» (19.11.1944)

## Творчество

### Роли в театре
- «Житейское море» И. К. Карпенко-Карого — Иван
- «Украденное счастье» И. Я. Франко — Михайло Гурман
- «Тыл» Н. Я. Зарудного — Нарижный
- «Ярослав мудрый» И. А. Кочерги — Свичкогас
- «Память сердца» А. Е. Корнейчука — Максим Максимович
- «Правда и кривда» М. А. Стельмаха — Марк Бессмертный
- «Патетическая соната»  — Свобода
- «Дон Сезар де Базан» Ф. Дюмануара и А. Ф. Деннери — Дон Сезар де Базан
- «Когда мёртвые оживают» И. Д. Рачады — Тухачевский

### Фильмография
- 1953 — Судьба Марины — Павло («Евтушенко»), ухажёр Галины Власенко
- 1955 — Пламя гнева — Иван Выговский
- 1959 — Весёлка
- 1959 — Солдатка — Никифор Павлюк
- 1960 — Роман и Франческа — боцман Иван Семенович
- 1960 — Обыкновенная история
- 1961 — Дмитро Горицвит — Карпо
- 1963 — Люди не всё знают — Карпо
- 1964 — Сон — предок Тараса Шевченко
- 1966 — Гибель эскадры — Алёша Богобрат
- 1972 — Рим, 17... —  Пётр Степанович Пуд

## Семья
- жена — Ткаченко, Юлия Семёновна (1928—2008), народная артистка УССР.
- сын — Заднепровский, Александр Михайлович (р. 1953), народный артист Украины, актёр Театра имени Франко.
- внук — Заднепровский, Назар Александрович (р. 1975), народный артист Украины, актёр Театра имени Франко.